# Caenurgia socors
Caenurgia socors är en fjärilsart som beskrevs av Francis Walker 1858.
Caenurgia socors ingår i släktet Caenurgia och familjen nattflyn. Inga underarter finns listade i Catalogue of Life.